# Calanthe ovata
Calanthe ovata är en orkidéart som beskrevs av Henry Nicholas Ridley. Calanthe ovata ingår i släktet Calanthe och familjen orkidéer. Inga underarter finns listade i Catalogue of Life.